# Mémorial national de la Guerre (Nouvelle-Zélande)
Le Mémorial national de la Guerre (Nouvelle-Zélande) (National War Memorial (New Zealand) en anglais) est un monument commémoratif à la mémoire des Néo-Zélandais morts lors des combats de la Première Guerre mondiale, situé à Wellington, la capitale de la Nouvelle-Zélande. Ce mémorial honore également la mémoire des Néo-Zélandais ayant pris part aux guerres sud-africaines, à la Seconde Guerre mondiale, à la Guerre de Corée, de Malaisie et à la Guerre du Vietnam.

## Historique
Le Mémorial national de la Guerre a été inauguré le 25 avril 1932, jour de l'ANZAC Day.

## Caractéristiques
Il se compose d'une tour en haut de laquelle a été installé un carillon de 74 cloches sur le modèle du carillon de la Tour de la Paix du Parlement du Canada à Ottawa.
Au rez-de-chaussée de la tour, se situe un vestibule octogonal, le hall de la mémoire. Six alcôves forment autant de chapelles dédiées chacune à un corps militaire néo-zélandais.
Le carillon a été rénové en 1984. En 2004, la dépouille d'un soldat néo-zélandais inconnu, exhumée du cimetière militaire Caterpillar Valley à Longueval, en France, a été transférée au mémorial le 11 novembre de la même année.